# سرايا بنت الغول
سرايا بنت الغول هي رواية كتبها الأديب الفلسطيني إميل حبيبي ونُشرت لأول مرة في عام 1991. صدرت عن دار الشروق للنشر والتوزيع سنة 2006، تقع في 222 صفحة. تُعتبر الرواية واحدة من أبرز أعماله الأدبية وتتناول موضوعات الهوية الفلسطينية والمعاناة في ظل الاحتلال الإسرائيلي والمقاومة، وهي آخر أعماله الروائية المنشورة في حياته.

## نبذة
الرواية من وحي أسطورة فلسطينية قديمة، عن فتاة خطفها الغول في إحدى جولاتها الاستطلاعية اليومية، وأسكنها قصره. فذهب ابن عمها يبحث عنها في البراري. ترمز شخصية "سرايا" إلى الشعب الفلسطيني ومعاناته المستمرة. تتنقل الرواية بين عوالم متعددة، حيث تمتزج فيها الأسطورة بالواقع لتخلق صورة مركبة تعكس صراع الفلسطينيين من أجل الحفاظ على هويتهم وثقافتهم. من خلال شخصية سرايا، يعرض إميل حبيبي سردًا مؤثرًا لتجارب الاحتلال واللجوء والمقاومة. كما تتناول الرواية مجموعة من الموضوعات المركزية مثل: الهوية الفلسطينية والانتماء، تأثير الاحتلال على الفرد والمجتمع، النضال من أجل الحرية والكرامة.

## أسلوب الكتابة
تميزت الرواية بأسلوبها الساخر والرمزي، وهو الأسلوب الذي اشتهر به إميل حبيبي في أعماله السابقة مثل "الوقائع الغريبة في اختفاء سعيد أبي النحس المتشائل". يستخدم الكاتب في "سرايا بنت الغول" تقنيات أدبية مثل السرد المتداخل والتناص وتيار الوعي،  كما يستدرج شحنات شعرية لإغناء مناخ الرواية. اعتمد الكاتب على المزج بين التراث الشعبي والأسطورة.

## الاستقبال
تُعتبر "سرايا بنت الغول" من الأعمال الأدبية البارزة التي أرخت للواقع الفلسطيني. لاقت الرواية إشادة واسعة من النقاد واعتُبرت شهادة أدبية على معاناة الشعب الفلسطيني وآماله. على الرغم من أن الرواية قد كُتبت قبل عقود، إلا أنها لا تزال تُقرأ وتُدرس على نطاق واسع كجزء من الأدب الفلسطيني والعربي. تمت ترجمة الرواية إلى عدة لغات، مما ساهم في وصولها إلى جمهور عالمي.